# Żleb pod Patyki

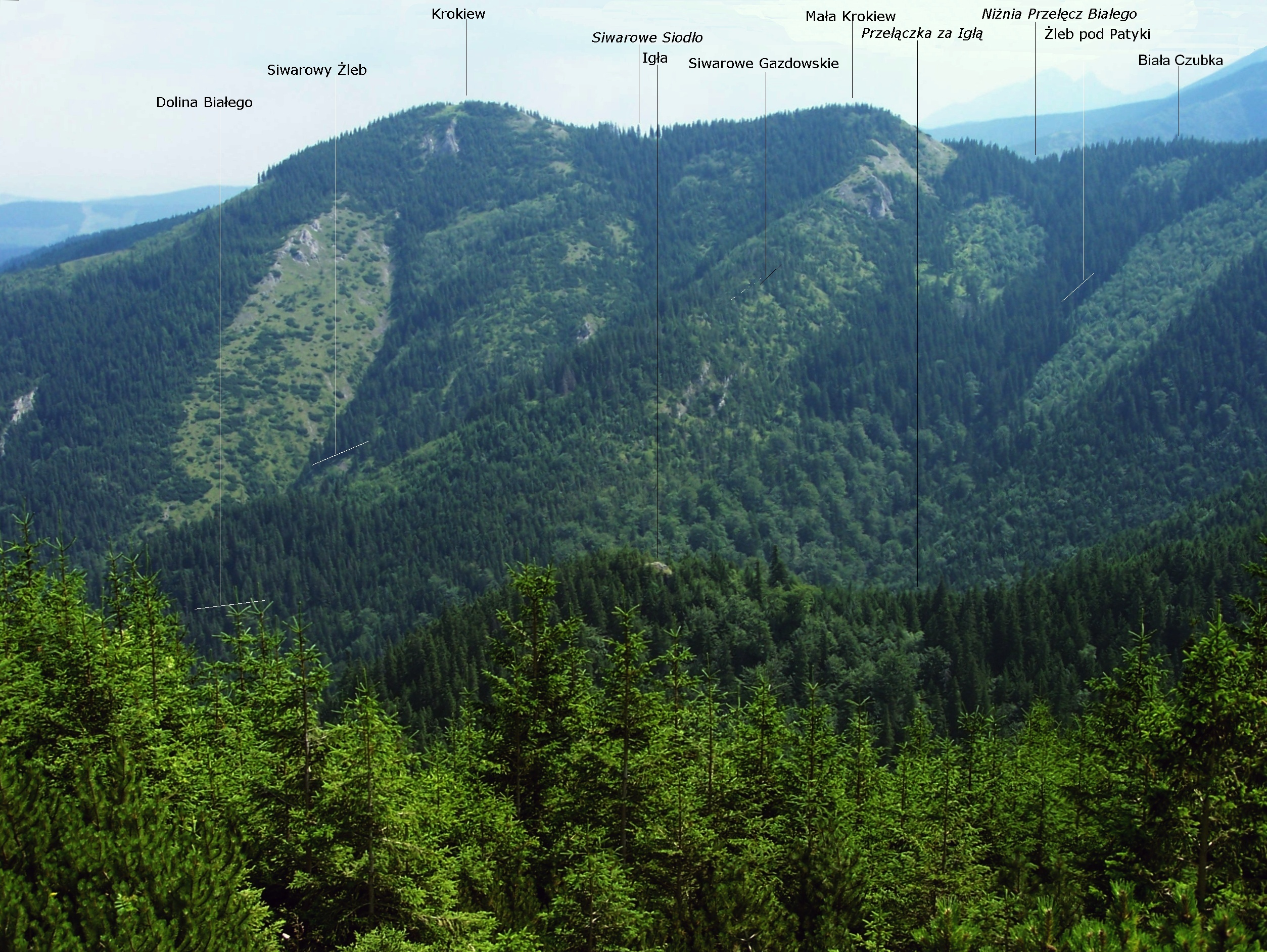
Widok z Sarniej Skały

Żleb pod Patyki – żleb w Dolinie Białego w polskich Tatrach Zachodnich. Opada spod Niżniej Przełęczy Białego (1305 m) w zachodnim kierunku do górnej, wschodniej części Doliny Białego. Ma wylot na wysokości około 1070 m, w miejscu, w którym żółty szlak turystyczny prowadzący od wylotu Doliny Białego w górę ostro zakręca w prawo – na zachód. Szlak ten przekracza wylot Żlebu pod Patyki. Długość żlebu wynosi 620 m, a jego nazwa pochodzi od dawnej nazwy Przełęczy Białego (Przełęcz na Patykach). Żleb jest zalesiony i znajduje się na obszarze ochrony ścisłej Zakopiańskie Regle.